# Martainville (Calvados)
Martainville ist eine französische Gemeinde mit 119 Einwohnern (Stand: 1. Januar 2022) im Département Calvados in der Region Normandie. Sie gehört zum Arrondissement Caen und zum Kanton Le Hom. Die Einwohner werden als Martainvillais bezeichnet.

## Geografie
Martainville liegt rund 14 Kilometer nordwestlich von Falaise. Umgeben wird die Gemeinde von 
- Cesny-les-Sources mit Angoville im Westen, Acqueville im Nordwesten und Norden und Tournebu im Nordosten und Osten,
- Saint-Germain-Langot im Südosten und Süden,
- Bonnœil im Südwesten.

## Bevölkerungsentwicklung
| Jahr                             | 1793 | 1836 | 1876 | 1926 | 1946 | 1968 | 1990 | 2016 |
| Einwohner                        | 224  | 213  | 227  | 114  | 101  | 94   | 96   | 120  |
| Quelle: Cassini, EHESS und INSEE |      |      |      |      |      |      |      |      |

## Sehenswürdigkeiten
- Kirche Saint-Sylvain aus dem 15. Jahrhundert
- Reste eines Schlosses aus dem 19. Jahrhundert